# 水曜ドラマシリーズ
『水曜ドラマシリーズ』（すいようドラマシリーズ）は、1970年4月1日から1977年7月27日までフジテレビ系列局が編成していたフジテレビ製作のテレビドラマ枠である。
放送作品はホームドラマが主体で、特に平岩弓枝が原作や脚本を手がけた作品を数多く放送していた。1977年8月からは、替わって平岩の脚本作のみに特化した『平岩弓枝ドラマシリーズ』が編成された。

## 編成時間
いずれも日本標準時。
- 水曜 21:00 - 21:56 （1970年4月1日 - 1972年9月26日）
- 水曜 21:00 - 21:55 （1972年10月4日 - 1975年9月24日）
- 水曜 21:00 - 21:54 （1975年10月1日 - 1977年7月27日）

## 放送作品一覧
- おれの義姉さん（1970年4月1日 - 1970年9月30日）
- おんぶにだっこ（1970年10月7日 - 1971年3月31日）
- おちゃの子さいさい（1971年4月7日 - 1971年9月29日）
- どくとる親子奮闘記（1971年10月6日 - 1972年3月29日）
- 下町かあさん（1972年4月5日 - 1972年9月27日）
- かあさんの四季（1972年10月4日 - 1973年9月26日）
- おやじの嫁さん（1973年10月3日 - 1974年3月27日）
- みちくさ（1974年4月3日 - 1974年6月26日）
- かあさんの明日（1974年7月3日 - 1974年9月25日）
- お嫁さん（1974年10月2日 - 1974年11月27日）
- 春ひらく（1974年12月4日 - 1975年4月30日）
- 鎌倉はるなつ（1975年5月7日 - 1975年9月24日）
- 娘たちの四季 愛は素直に（1975年10月1日 - 1976年3月31日）
- 女の足音（1976年4月7日 - 1976年7月28日）
- 女の勲章（1976年8月4日 - 1976年12月1日）
- 女の旅（1976年12月8日 - 1977年3月30日）
- 女の顔（1977年4月6日 - 1977年7月27日）

## ネット局
特記の無い限り全て放送時間は水曜 21:00 - 21:56（→ 21:55 → 21:54）、同時ネット。
- フジテレビ
- 札幌テレビ：木曜 19:00 - 19:56[1] → 北海道文化放送（1972年4月開局時から）[2]
- 秋田テレビ[3]
- 山形テレビ[4]
- 仙台放送[5]
- 新潟総合テレビ[6]
- 長野放送[7]
- 富山テレビ[8]
- 石川テレビ[8]
- 福井テレビ[8]
- テレビ静岡[9]
- 東海テレビ[10]
- 関西テレビ[11]
- 山陰中央テレビ[12]
- 岡山放送[13][14]
- 広島テレビ：月曜 20:00 - 20:56（20:55）[15][16] → テレビ新広島（1975年10月開局時から）[14]
- テレビ山口[17]
- テレビ愛媛[18]
- テレビ西日本[19]
- サガテレビ[19]
- テレビ熊本[19]
- 沖縄テレビ[20]